# The Getaway (album Red Hot Chili Peppers)
The Getaway è l'undicesimo album in studio del gruppo musicale statunitense Red Hot Chili Peppers, pubblicato il 17 giugno 2016 dalla Warner Bros. Records.
Uscito a cinque anni di distanza dal precedente I'm with You l'album è stato prodotto per la prima volta dopo 20 anni di collaborazione (iniziata con Blood Sugar Sex Magik nel 1991) non da Rick Rubin ma da  Danger Mouse e Nigel Godrich. Si tratta inoltre del secondo ed ultimo album in studio inciso con il chitarrista Josh Klinghoffer, sostituto dello storico John Frusciante, che nel 2019 verrà rimpiazzato proprio da quest'ultimo. Il disco è stato anticipato dall'uscita del brano Dark Necessities, il primo singolo estratto il 5 maggio 2016. Il brano è riuscito a entrare all'interno della Top 10 della Alternative Airplay, stilata dalla rivista billboard, rendendo i Red Hot Chili Peppers il gruppo musicale con il più alto numero di singoli arrivati in tale classifica (25), seguiti dagli U2 con 23 singoli.

## Descrizione

### Genesi e contesto

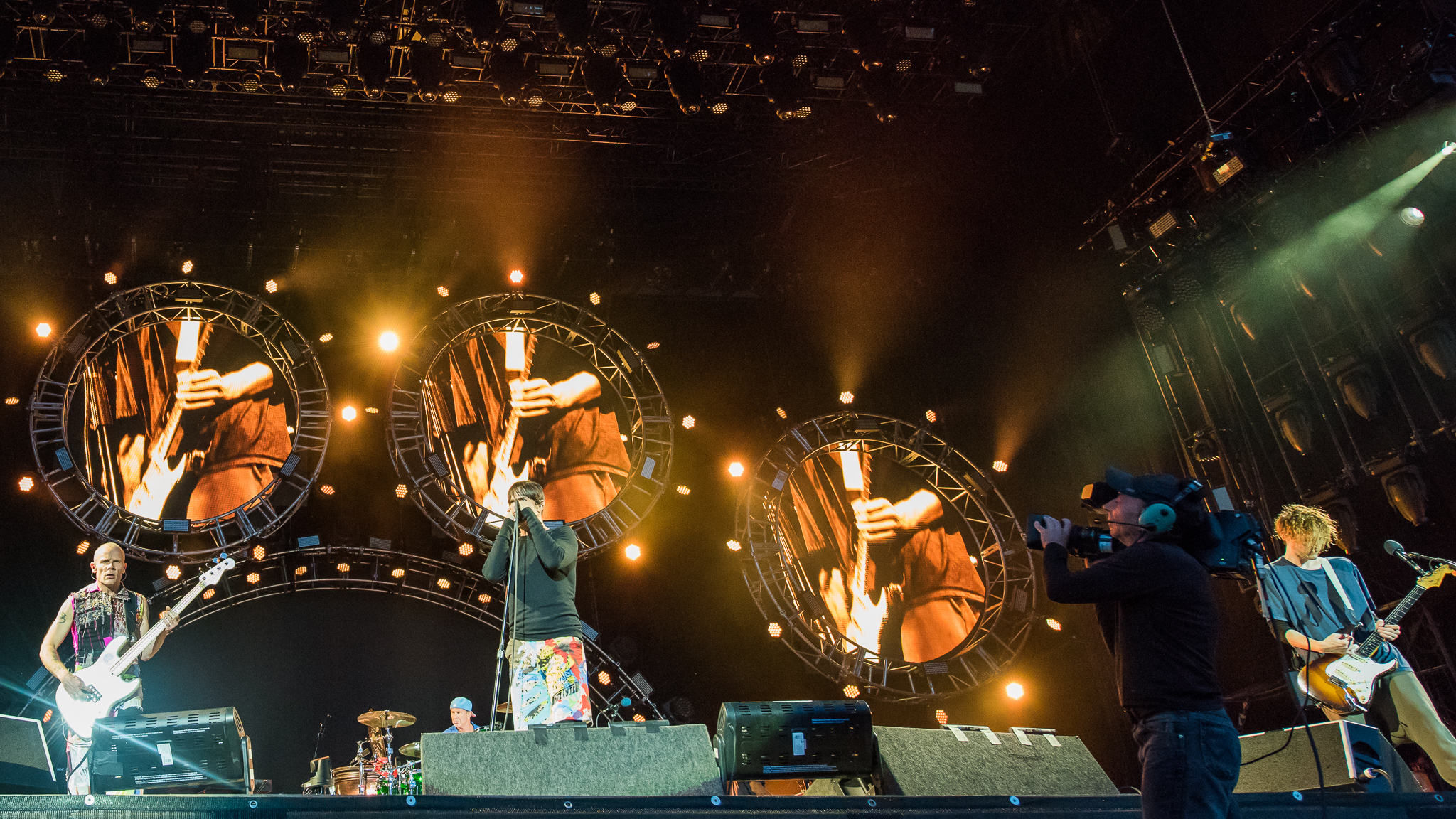
I Red Hot Chili Peppers in concerto nel 2016 mentre eseguono Dark Necessities.

L'idea di poter registrare e pubblicare un nuovo album si fece strada tra i membri della band agli inizi del 2014. Il progetto venne tuttavia posticipato di otto mesi dal bassista Flea, a causa di una rottura del braccio in seguito a una caduta dallo snowboard. Il frontman della band Anthony Kiedis dichiarò in un'intervista per BBC Radio 2 il 9 maggio 2014 che il loro nuovo album sarebbe stato influenzato da generi e sonorità mai sperimentate prima dalla band, in risposta ai tanti musicisti e produttori con cui la band ebbe a che fare. Anche Chad Smith non si limitò a qualche premessa riguardante The Getaway, annunciando Danger Mouse come produttore esecutivo e negando qualsiasi collaborazione con il produttore Rick Rubin, aggiungendo che il gruppo avrebbe voluto optare per altri generi musicali. L'8 maggio 2016, in un'intervista con il chitarrista dei Pearl Jam Mike McCready su Sirius XM, Flea dichiarò che l'album sarebbe stato caratterizzato da sonorità funk, R&B e heavy metal, con un leggero accenno al brano Controversy di Prince.
Il 26 maggio 2016 è stata annunciata la data ufficiale della pubblicazione dell'album, intitolato The Getaway e previsto per il 17 giugno dello stesso anno. I vari membri della band hanno poi confermato che nel nuovo disco vi sarebbero state apparizioni di Elton John, Paul McCartney e di Anna Waronker, leader del gruppo rock That Dog. Il 26 aprile viene reso disponibile per l'ascolto il brano Dark Necessities, primo singolo estratto dall'album e pubblicato il 5 maggio 2016.

## Promozione
Il primo singolo estratto dall'album è stato il brano Dark Necessities, pubblicato il 5 maggio 2016; a esso hanno fatto seguito le anteprime dei brani We Turn Red e The Getaway, rispettivamente uscite il 5 e il 27 maggio. Il terzo singolo estratto dall'album è stato Go Robot, come annunciato dal batterista Chad Smith, seguito da Sick Love. Il 4 aprile 2017 è stato pubblicato il quinto e ultimo singolo, Goodbye Angels.

## Accoglienza
The Getaway è stato ben accolto sia dalla critica specializzata che dai fan. Su Metacritic, l'album detiene un punteggio di 66 su 100, che indica recensioni generalmente favorevoli. Tra le recensioni positive c'è quella di Nate Chinen del The New York Times, che ha recensito il disco dicendo che pur non essendo un album che suona come un lavoro del periodo d'oro dei Red Hot Chili Peppers, è il sound perfetto per ricordare com'erano. Andy Gill del quotidiano The Independent ha recensito il disco dando ad esso un punteggio di 4 stelle su 5, mentre un'altra recensione molto positiva l'ha data Simon Harper della rivista Clash dando al disco un punteggio di 8 stelle su 10 e parlandone come "un disco intimo ed espressivo". Harper ha anche premiato la band per aver spaziato in sonorità melodiche ma dinamiche. David Stubbs di Classic Rock ha premiato la band e il produttore dell'album Danger Mouse per la qualità della produzione e dell'album e per l'esperienza e le grandi doti della band e ha definito l'album «variegato e sognante». Glenn Gamboa del Newsday ha premiato con un A- il disco definendolo "energico e avventuroso", "un mix tra la selvaggità di Mother's Milk e le ambizioni di Stadium Arcadium che vengono fusi per creare uno degli album più consistenti dei Red Hot" e ha anche premiato il chitarrista Josh Klinghoffer. Anche Darryl Sterdan del Toronto Sun ha recensito l'album favorevolmente definendolo «un esercizio di finezza e sfumatura». Will Hermes della celebre rivista Rolling Stone ha recensito l'album in maniera favorevole e ha dato all'album un punteggio di 3 1/2/5 dicendo «l'undicesimo album dei Red Hot Chili Peppers è un tentativo coraggioso di distruggere il loro passato sfrenato con le loro ambizioni musicali di oggi, non sempre in maniera perfetta ma convincente». Matt Collar di AllMusic ha dato all'album un punteggio di 4/5 definendolo «un lavoro sofisticato, sfumato, molto maturo ma anche triste capace di mostrare la creatività del gruppo». Patrick Ryan di USA Today ha recensito l'album favorevolmente definendolo «la loro semi-reinvenzione». Chris Childers di Loudwire ha premiato la sperimentazione sonora dell'album e ha recensito favorevolmente il disco. Steve Keros dell'Entertainment Weekly ha recensito l'album favorevolmente dando esso una B.
Non sono mancate le recensioni miste o medie come quella di Alex Flood della rivista britannica New Musical Express che ha dato all'album un punteggio di 3/5, elogiando i singoli Dark Necessities e Go Robot ma criticando il gruppo per non aver esternato fuori il loro meglio. Harriet Gibsone del The Guardian ha scritto una recensione mista riguardo all'album e ha dato ad esso 3/5 definendolo «troppo malinconico e spaziante». Dan Caffrey di Consequence Of Sound e Dan Bogosian di A.V. Club hanno dato all'album un voto di C+ e hanno scritto delle recensioni medie. Zoe Camp di Pitchfork ha scritto una recensione media sull'album dandogli un punteggio di 5,4/10 e criticando la psichedelia e la spazialità dell'album ed anche la band per aver fatto un album lussureggiante ma non consistente.
Una recensione negativa l'ha data Lauren Murphy dell'Irish Times dando all'album un punteggio di 2/5 e dicendo che nonostante la canzone Feasting On The Flowers fosse convincente, il resto dava un'aria vaga e ridicola.
In Italia le recensioni sono state favorevoli come quella data dal sito Ondarock che ha dato all'album un punteggio di 6,5 definendolo «un album dignitoso, il più bello dai tempi di Californication». Il giornale torinese La Stampa lo definisce favorevolmente «la fuga rock dei Red Hot Chili Peppers» mentre il sito web Rockol lo definisce «un disco dalle grandi tessiture artistiche». Rolling Stone Italia lo recensisce favorevolmente mentre la rivista Panorama ha premiato il disco definendolo «convincente».

## Tracce
Testi e musiche di Anthony Kiedis, Flea, Josh Klinghoffer e Chad Smith, eccetto dove indicato.
1. The Getaway – 4:10 (Anthony Kiedis, Flea, Josh Klinghoffer, Chad Smith, Brian Burton)
2. Dark Necessities – 5:02 (Anthony Kiedis, Flea, Josh Klinghoffer, Chad Smith, Brian Burton)
3. We Turn Red – 3:20 (Anthony Kiedis, Flea, Josh Klinghoffer, Chad Smith, Brian Burton)
4. The Longest Wave – 3:31
5. Goodbye Angels – 4:28
6. Sick Love – 3:41 (Anthony Kiedis, Flea, Josh Klinghoffer, Chad Smith, Brian Burton, Elton John, Bernie Taupin)
7. Go Robot – 4:23
8. Feasting On The Flowers – 3:22 (Anthony Kiedis, Flea, Josh Klinghoffer, Chad Smith, Brian Burton)
9. Detroit – 3:46
10. This Ticonderoga – 3:35
11. Encore – 4:14
12. The Hunter – 4:00 (Anthony Kiedis, Flea, Josh Klinghoffer, Chad Smith, Brian Burton)
13. Dreams of a Samurai – 6:09

## Formazione
Gruppo
- Anthony Kiedis – voce
- Josh Klinghoffer – chitarra, cori, tastiera, basso (traccia 12)
- Flea – basso, pianoforte, tromba
- Chad Smith – batteria

Altri musicisti
- Danger Mouse – sintetizzatore (tracce 1, 5, 6, 7 e 13), mellotron (traccia 3), hammond (traccia 8)
- Anna Waronker – cori (traccia 1)
- Daniele Luppi – arrangiamento strumenti ad arco (tracce 2, 4, 11 e 12)
- Peter Kent, Sharon Jackson – violini (tracce 2, 4, 11 e 12)
- Briana Bandy – viola (tracce 2, 4, 11 e 12)
- Armen Ksajikian – violoncello (tracce 2, 4, 11 e 12)
- Elton John – pianoforte (traccia 6)
- Mauro Refosco – percussioni (tracce 6 e 7)
- Beverly Chitwood – voce (traccia 13)

## Classifiche

### Classifiche settimanali
| Classifica (2016)         | Posizione massima |
| ------------------------- | ----------------- |
| Australia                 | 1                 |
| Austria                   | 1                 |
| Belgio (Fiandre)          | 1                 |
| Belgio (Vallonia)         | 1                 |
| Canada                    | 2                 |
| Danimarca                 | 6                 |
| Finlandia                 | 2                 |
| Francia                   | 3                 |
| Germania                  | 2                 |
| Giappone                  | 4                 |
| Irlanda                   | 1                 |
| Italia                    | 1                 |
| Norvegia                  | 4                 |
| Nuova Zelanda             | 1                 |
| Paesi Bassi               | 1                 |
| Polonia                   | 2                 |
| Portogallo                | 2                 |
| Regno Unito               | 2                 |
| Repubblica Ceca           | 1                 |
| Spagna                    | 3                 |
| Stati Uniti               | 2                 |
| Stati Uniti (alternative) | 1                 |
| Stati Uniti (rock)        | 1                 |
| Stati Uniti (tastemakers) | 2                 |
| Svezia                    | 4                 |
| Svizzera                  | 1                 |
| Ungheria                  | 1                 |

### Classifiche di fine anno
| Classifica (2016)  | Posizione |
| ------------------ | --------- |
| Australia          | 34        |
| Austria            | 45        |
| Belgio (Fiandre)   | 28        |
| Belgio (Vallonia)  | 36        |
| Germania           | 30        |
| Giappone           | 50        |
| Italia             | 36        |
| Nuova Zelanda      | 27        |
| Paesi Bassi        | 21        |
| Polonia            | 62        |
| Regno Unito        | 54        |
| Stati Uniti        | 77        |
| Stati Uniti (rock) | 10        |
| Svizzera           | 13        |
| Ungheria           | 10        |